# Rocketdyne J-2

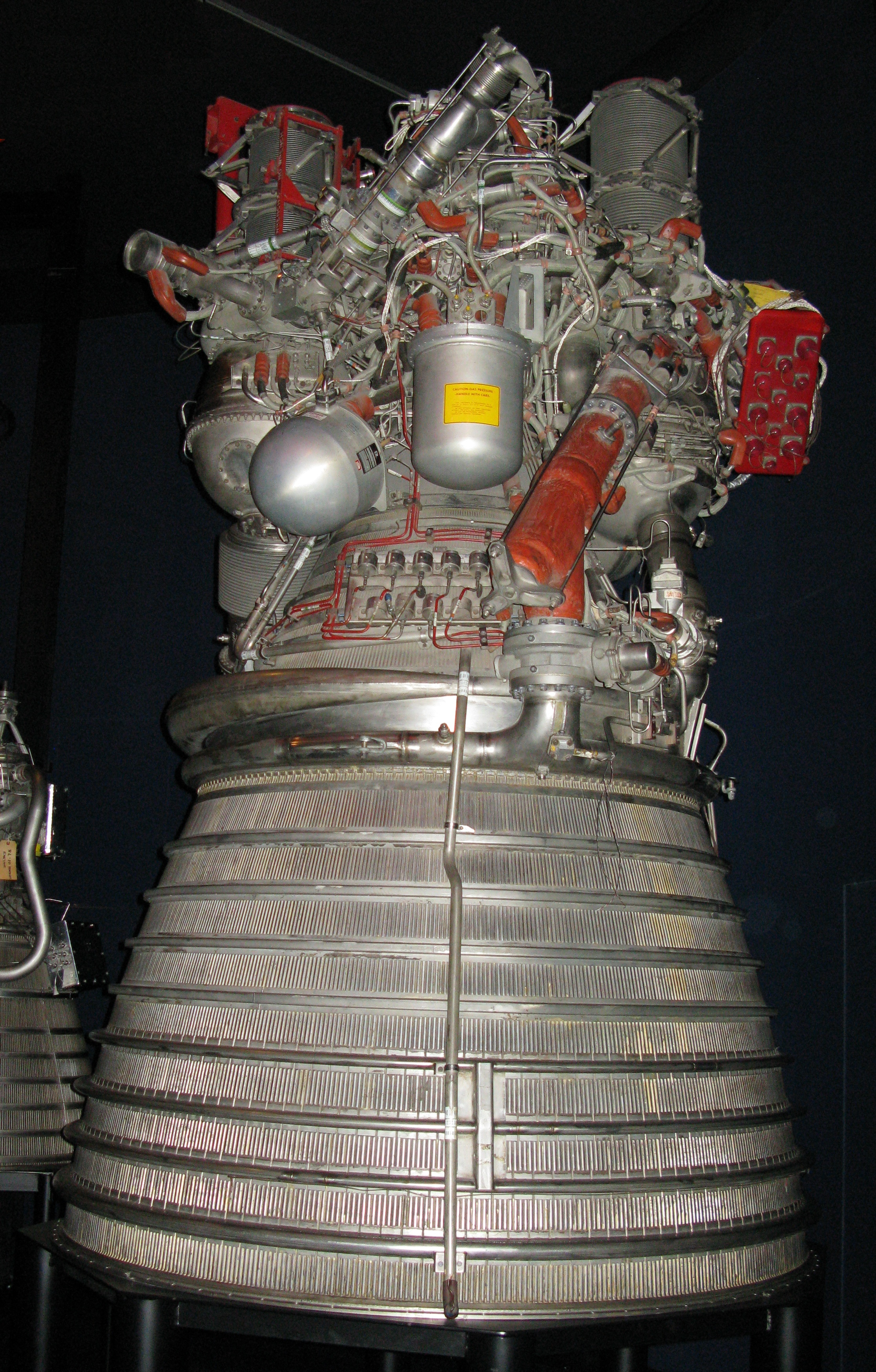
J-2-Raketentriebwerk im Science Museum

Das J-2 war ein Raketentriebwerk von Rocketdyne, das mit flüssigem Wasserstoff (LH2) und flüssigem Sauerstoff (LOX) betrieben wurde. Es kam bei Trägerraketen der NASA, insbesondere in der Saturn V im Rahmen des bemannten Mondflugprogramms Apollo, zum Einsatz. Es war zu seiner Zeit das schubstärkste mit flüssigem Wasserstoff betriebene Triebwerk der USA, wurde später jedoch vom Haupttriebwerk Rocketdyne RS-25 des Space Shuttle übertroffen.

## Verwendung des J-2

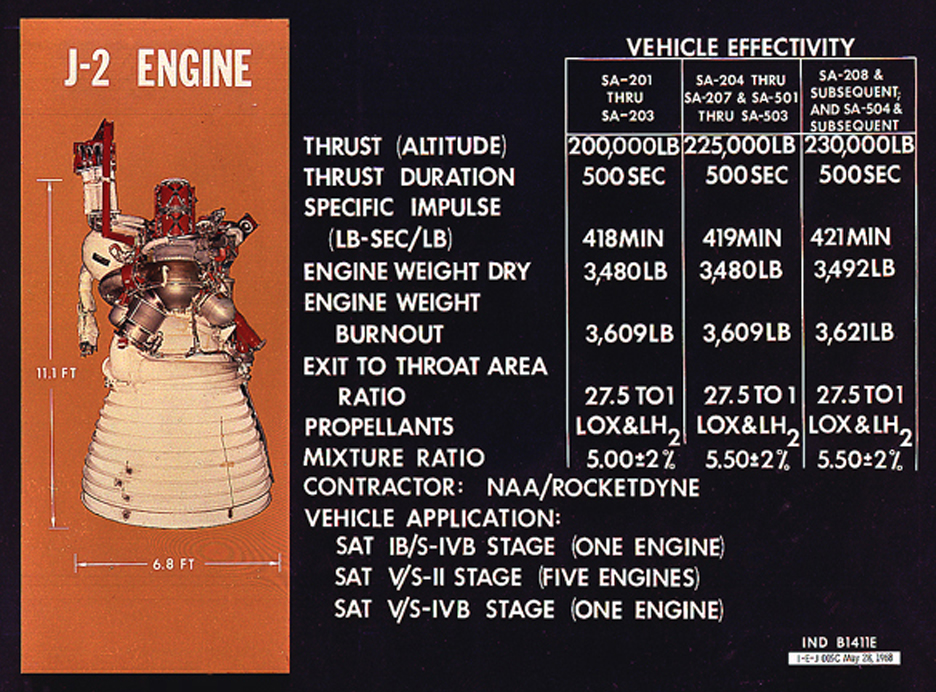
Eigenschaften des J-2 Raketentriebwerks

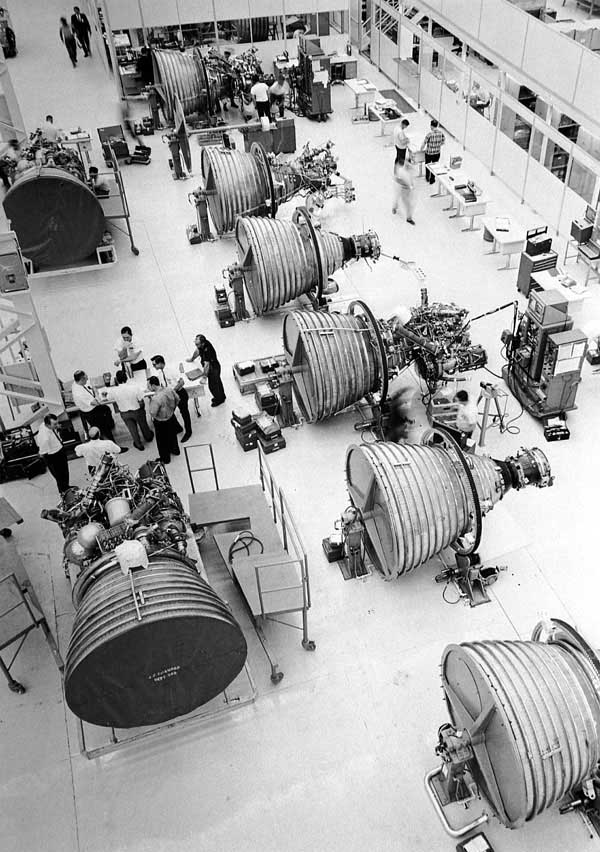
J-2 Triebwerksproduktion bei Rocketdyne (1966)

Fünf J-2-Triebwerke wurden in der zweiten Stufe (S-II) der Saturn V verwendet. Jeweils ein J-2-Triebwerk kam in der dritten Stufe (S-IVB) der Saturn V sowie in der baugleichen zweiten Stufe (ebenfalls S-IVB) der Saturn IB zum Einsatz. In Studien für geplante Nova-Raketen wurden verschiedene Konfigurationen vorgeschlagen, deren Oberstufen ebenfalls von J-2-Triebwerken angetrieben worden wären.
Ein einzigartiges Charakteristikum des J-2 war, dass es mehrmals gezündet werden konnte. So wurde das J-2-Triebwerk der dritten Stufe der Saturn V während des Fluges zweimal benutzt. Die erste Brennperiode dauerte zweieinhalb Minuten und diente dazu, das Raumschiff in die Erdumlaufbahn zu bringen. Nachdem die Crew die korrekte Funktion des Raumschiffes überprüft hatte und das Triebwerk wieder zündfähig war, wurde das J-2-Triebwerk nochmals für 6 Minuten und 30 Sekunden gezündet, um das Schiff auf Mondkurs zu bringen, von der NASA TLI (Trans Lunar Injection) genannt.
Zum erneuten Zünden des Triebwerks war eine längere Pause erforderlich, um einzelne Teile abkühlen zu lassen und für die Turbopumpen eine ausreichende Menge gasförmigen Wasserstoffs verfügbar zu haben, um diese wieder zu starten. Die Pause lag bei etwa 35 Minuten. Für die Wiederzündbarkeit wurde von der bisherigen Technik der Zündung durch hypergole Zündmedien abgewichen, eine Lichtbogenzündung (ähnlich einer Zündkerze) wurde eingeführt.
Für das geplante Nachfolgemodell Nova der Saturn V wurde eine verbesserte Version, das J-2S, entwickelt und getestet. Das J-2S lieferte etwa 10 % mehr Schub und verbesserte den spezifischen Impuls geringfügig, kam aber nie zum Einsatz.

## Das weiterentwickelte J-2X

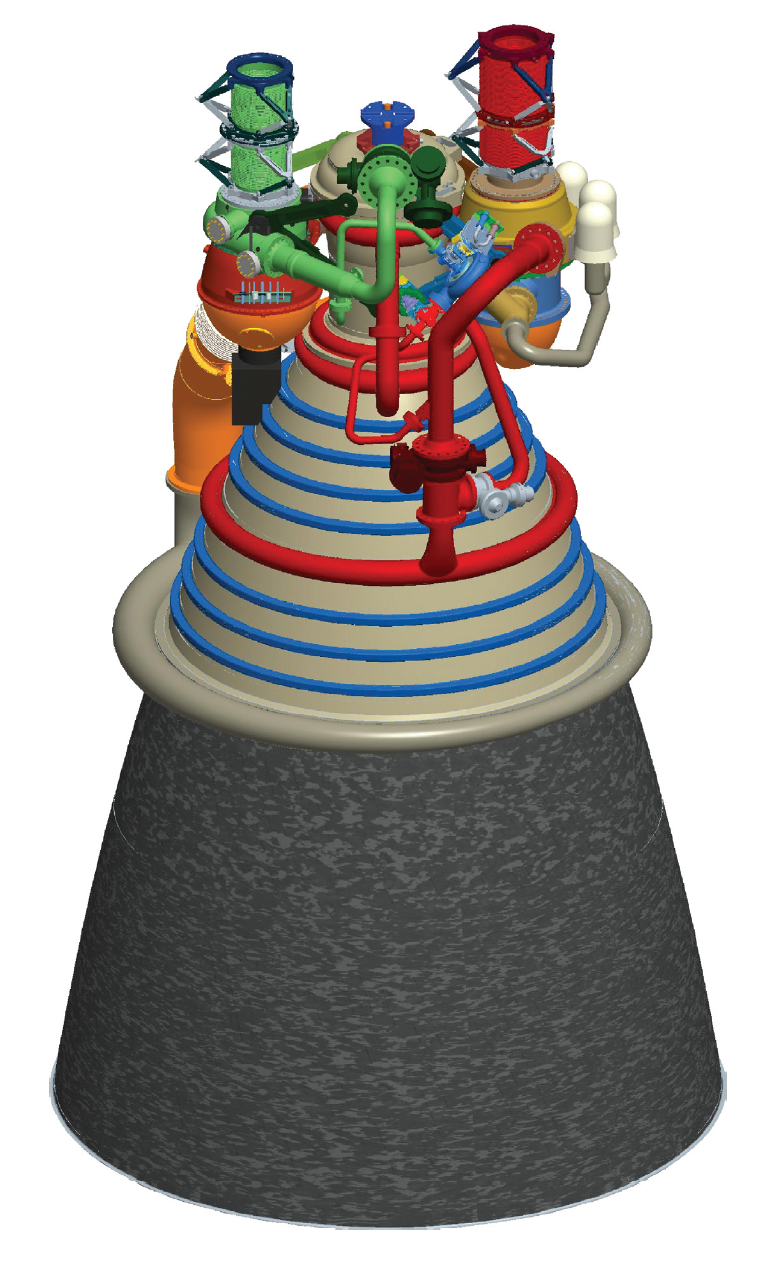
Konzeptvorstellung des J-2X

Diese neue Variante dieses Triebwerks sollte zur Verwendung im Rahmen des Constellation-Programms genutzt werden, welches das Space Shuttle nach seiner Außerdienststellung 2010 ersetzen sollte. Das J-2X-Triebwerk sollte dazu in beiden Versionen der Ares-Raketen als Triebwerk fungieren, bei der Ares I in der Oberstufe, bei der Ares V nur in der Earth Departure Stage (EDS). Der Einsatz von drei J-2X war in der Oberstufe des Space Launch System projektiert, wurde jedoch wieder verworfen.
Entwickelt wird das neue Triebwerk von Whitney Rocketdyne Inc.; der Vertrag hierzu wurde Juli 2007 unterzeichnet. Erste Tests mit dem historischen J-2-Triebwerk, primär zur Gewinnung von Vergleichsdaten, fanden im NASA Stennis Space Center in der Nähe von St. Louis statt. Im November 2008 bestand das Triebwerk das Critical Design Review beim Marshall Space Flight Center in Huntsville, Alabama und ist so für den Flug qualifiziert. Beim ersten Testflug der Ares I-X kam es nicht zum Einsatz. Im Jahre 2011 wurde am John C. Stennis Space Center mit Prüfstandsläufen des neuen Triebwerks in vollständiger Konfiguration begonnen.

## Technische Daten
|                                 | J-2                           | J-2X     |
| ------------------------------- | ----------------------------- | -------- |
| Mischungsverhältnis LOX / LH2   | 5,0–5,5                       | 4,5–5,5  |
| Brenndauer                      | 500 s                         | 431 s    |
| Wiederzündungen                 |                               | 3        |
| Gesamthöhe                      | 3,38 m                        | 4,70 m   |
| Durchmesser                     | 2,01 m                        | 3,05 m   |
| Trockenmasse                    | 1 800 kg                      | 2 470 kg |
| Masse/Schub-Verhältnis (Vakuum) | 73,18                         | 55,04    |
| Brennkammerdruck                | 5,260 MPa                     | ? MPa    |
| Düsenenddurchmesser             | 2100 mm                       | 3050 mm  |
| Expansionsverhältnis            | 27,5                          | 92       |
| Vakuumschub                     | 890 kN, später 1000 / 1030 kN | 1310 kN  |
| Spezifischer Impuls (Vakuum)    | 421 s                         | 448 s    |

Verwendung: Saturn IB / S-IVB, zweite Stufe – ein Triebwerk

Verwendung: Saturn V / S-II, zweite Stufe – fünf Triebwerke

Verwendung: Saturn V / S-IVB, dritte Stufe – ein Triebwerk